# Vitryska stationen

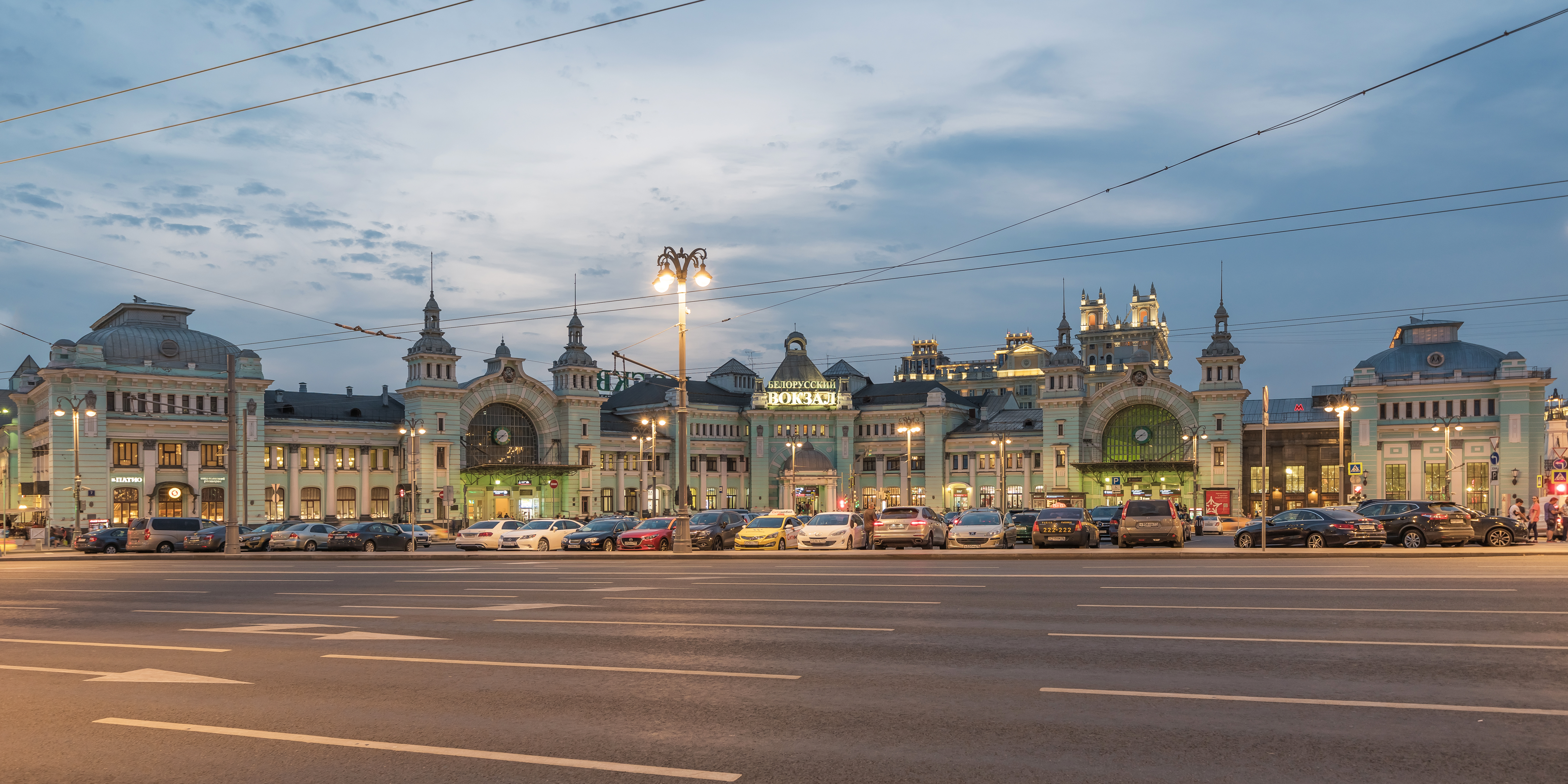
Belorusskij-stationen

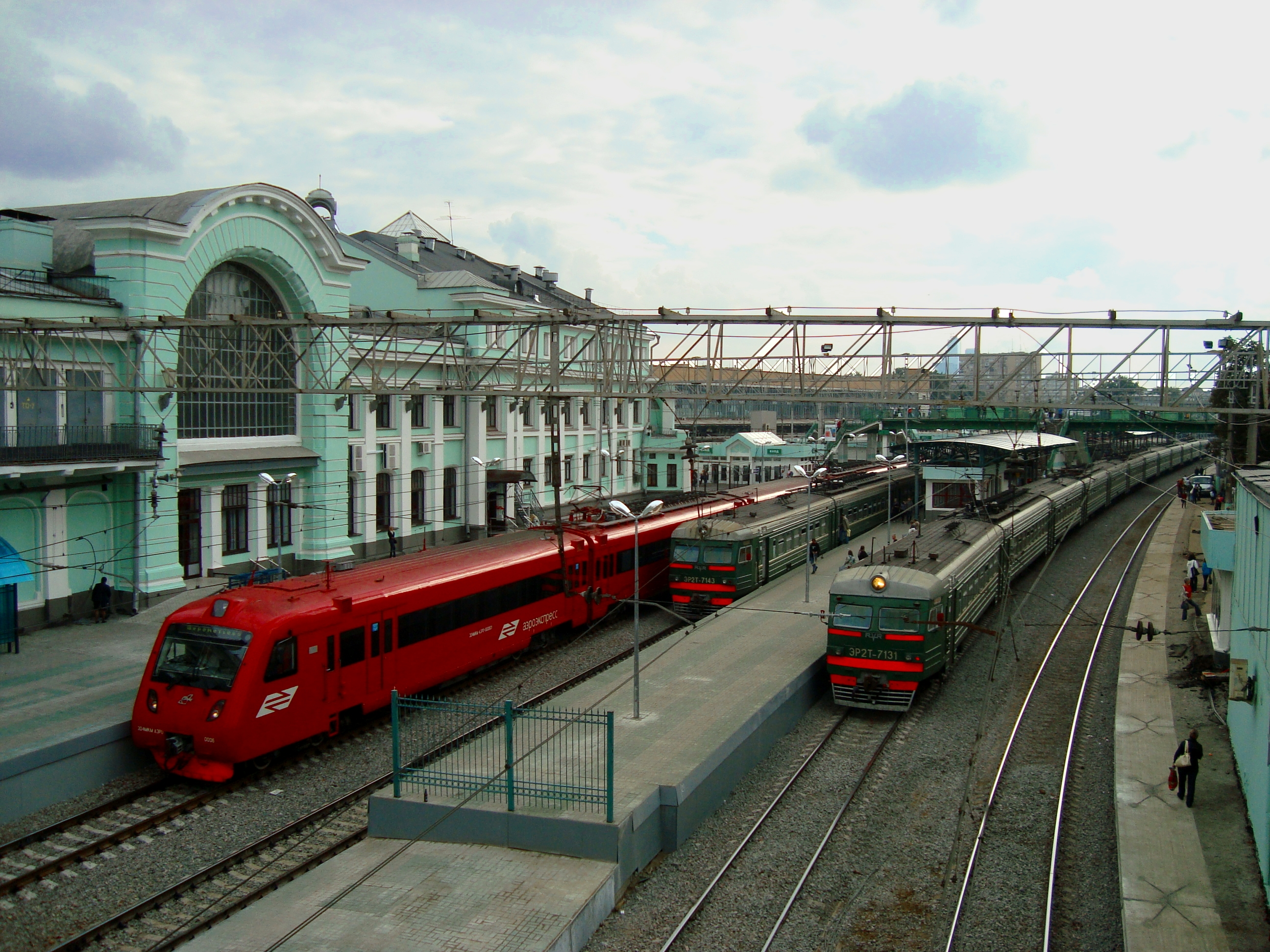

Vitryska stationen, eller Belorusskijstationen (Ryska: Белорусский вокзал, Belorusskij vokzal) är en av Moskvas nio stora järnvägsstationer. Stationen byggdes år 1870.
Belorusskijstationen ligger vid avenyn Leningradskij prospekt, i nordvästra delen av Moskvas centrum. I anslutning finns två tunnelbanestationer, Belorusskaja på ringlinjen och Belorusskaja på Zamoskvoretskajalinjen.
Från stationen går tåg västerut, mot Vitryssland och Västeuropa, bland annat Berlin, Warszawa, Lettland, Kaliningrad och Prag.